# قوانین کامستاک

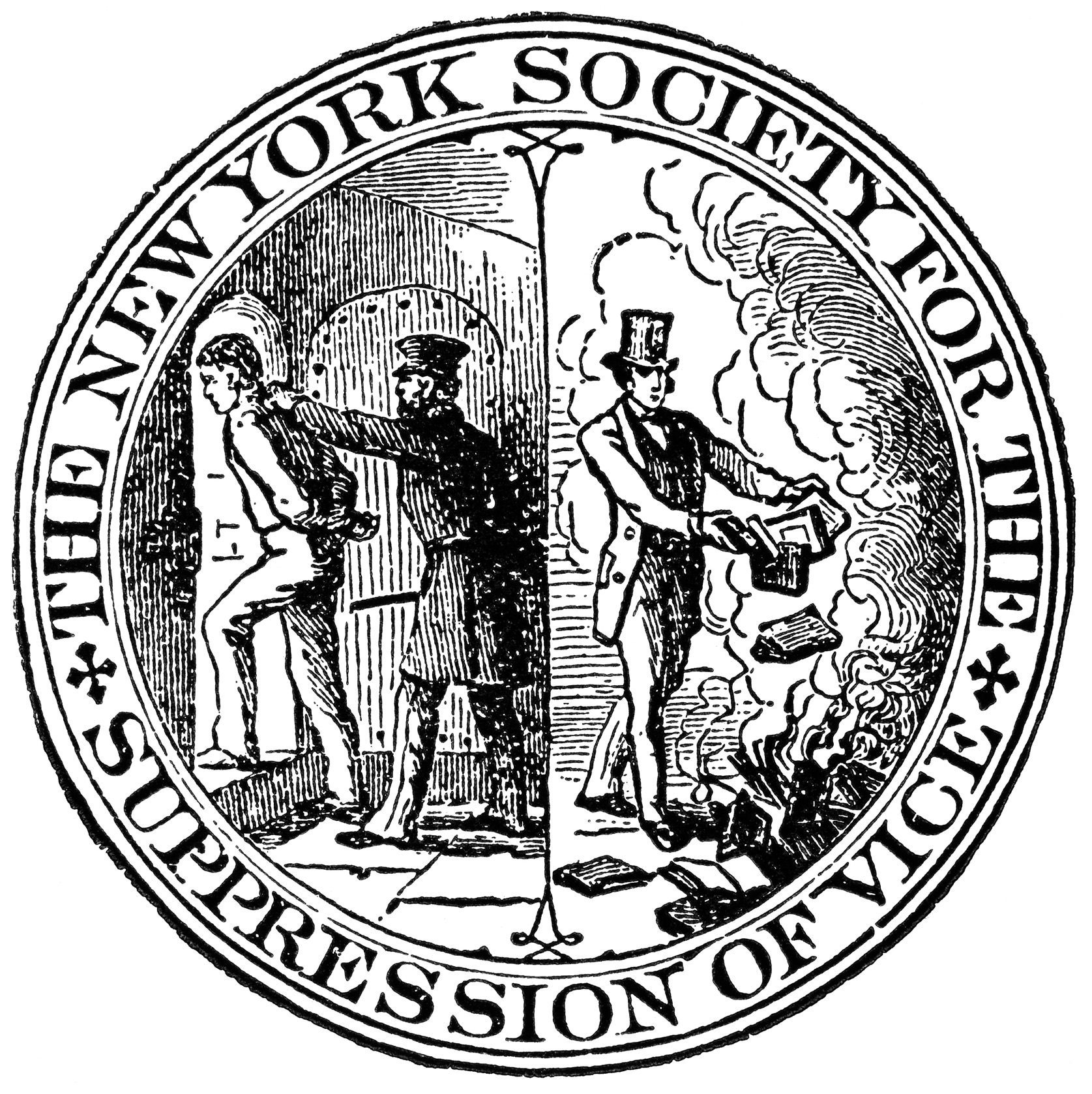
نشان انجمن سرکوب گناه نیویورک که توسط آنتونی کامستاک تاًسیس شد.

قوانینِ کامستاک یک لایحهٔ فدرال بود که توسط کنگره ایالات متحده آمریکا تحت ریاست یولیسیز سایمن گرانت در ۳ مارس ۱۸۷۳ به عنوان قانونی جهت «سرکوب تجارت و گردش ادبیات زشت و مقالات غیراخلاقی» به تصویب رسید. طبق این قانون استفاده از خدمات پستی ایالات متحده آمریکا جهت ارسال هر یک از موارد زیر عملی مجرمانه در نظر گرفته شده بود:
- اروتیکا
- ابزار پیشگیری از بارداری
- داروهای سقط جنین
- اسباب‌بازی‌های جنسی
- نامه‌های شخصی که دارای اطلاعات جنسی هستند یا اشاره به موضوعات جنسی می‌کنند،
- یا هرگونه اطلاعاتی که به موارد بالا مرتبط باشند.

در مکانهایی مانند واشینگتن، دی.سی. که در قلمرو دولت فدرال بودند و دولت فدرال توان قضایی بیشتری در آنها داشت تخطی از این لایحه شکستن قانون شمرده می‌شد و مجازات جریمه و زندان را جهت فروش، اهدا یا در اختیار داشتن هرگونه از نشریات «مستهجن» را برای کسانی که قانون را رعایت نمی‌کردند در پی داشت. نیمی از ایالتها قوانین «ضد-مستهجن» مشابهی را وضع کردند که آنها نیز مالکیت و فروش موارد مستهجن که شامل ابزار پیشگیری از بارداری نیز می‌شد بود.
نام این قانون بر گرفته از ایده پرداز و طرفدار اصلی این قانون آنتونی کامستاک بود. به دلیل اعمال قانون توسط شخص او ، در روزهای اولیه این قانون وی حکمی از رئیس اداره پست دریافت کرد که او را به عنوان نماینده ویژهٔ خدمات پستی ایالات متحده معرفی می‌کرد.